# 店長の憂鬱
『店長の憂鬱』（てんちょうのゆううつ）は、碓井尻尾による日本の4コマ漫画。『まんがライフオリジナル』（竹書房）にて2007年6月号にゲストとして掲載された。その後、同誌2007年11月号から2008年1月号まで短期連載された後、正式連載となり同誌2008年5月号より2011年11月号にかけて連載された。単行本は同社の「バンブー・コミックス」より全3巻が刊行されている。
『まんがライフ』、『まんがくらぶ』、『まんがくらぶオリジナル』、『まんがライフWIN』などの『まんがライフ』系列誌にゲスト掲載されたことがある。

## 概要
回転寿司屋・大海原寿司で働く雇われ店長スズキの、個性的な従業員や常連客たちに振り回されながら送っている日常を描く作品。本部からやってくる社員や社長たちとのエピソードも多い。

## 主な登場人物

### 主人公と従業員
スズキ
本作品の主人公。大海原寿司で雇われ店長を務める中間管理職。年齢は30代。
個性的過ぎる従業員たちに囲まれ、振り回され続ける「憂鬱」の絶えない日々を送っている苦労人。
勤務態度は真面目そのものだが、仕事中毒の気があり、疲労がピークに達した時などにはおかしな言動をすることもある。多忙なため、店に泊り込むこともしばしば。
店には原チャリで通勤している。高校時代にバイト代に釣られて働き始め流される形で就職→店長に就任し現在に至る。
エビハラ
スズキの店で働く見習い社員。個性的な従業員たちの中では地味な位置にあるが、ツッコミ役である。
人のいい性格で、苦労の絶えないスズキに同情の念を抱いている。丸眼鏡をかけている。
アユカワ
スズキの店で働くアルバイト従業員。現役の女子大生だが、働いていることで学業の方がおろそかになっている節がある。髪型はツインテール。
マイペースかつ楽天的な性格で、その場の思いつきで行動する一面もある本作一のトラブルメーカー。常に何かしらの問題を起こしてはスズキの神経をすり減らしている。
飲酒の描写があるので、少なくとも20歳は迎えている模様。顔は瓜二つだが、性格は正反対である双子の妹がいる。
ほぼ毎話に1回、アユカワをメインにした「○○少女」というタイトルの4コマがある。2巻の描き下ろしにおいて、面接時のエピソードが明らかになっている。
サメジマ
スズキの店舗の従業員。板前で、普段は厨房の中で魚を捌いている。名前を漢字で書くと「鮫島」。
眼鏡をかけており、無口で威圧的な態度を取っているように見えることから、子供たちからは怖がられている。しかし、実際は子供や動物が好きで、かわいい小物をコレクションしていたり、休憩中に裁縫をするなど、ファンシーな趣味を持っている。また、そのプライベートは一切謎に包まれている。
実はスズキよりも古くから大海原寿司で働いており、スズキと初めて対面した時にはホタテを口に見立てて、腹話術のように裏声で挨拶していた。
アオヤギ
スズキの店で研修生として働くことになった、元ニートの男性従業員。魚が苦手という、寿司屋で働く上では致命的な弱点を持つ。その割に桜でんぶは好物。
社長の親戚であり、社長からは「はじめ君」と呼ばれている。感情が顔に出ないが、思ったことは誰に対しても素直に言う性格で、口を開くと、アユカワとは違う形でトラブルになりがちになる。

### 常連客・その他の人物
さより
スズキの店をよく訪れる女性。明言されていないが、年齢はそれなりにいっており、尚且つ結婚できていない模様。そのことを自虐した話をスズキたちに話し、困惑させている。
入店時には必ずワインとグラスを持ち込んでいる。
タカベくん
スズキの店をよく訪れる幼稚園児。5歳児。家は店のすぐ近くにある模様。素直で、スズキのことを労わる発言をする優しい子供。
アユカワの妹
アユカワの双子の妹。姉とは対照的に生真面目な性格で、貞操観念も強い。アユカワが多忙のときに店を手伝いにやってくる。
姉と違い、髪型は後ろ髪をそのままゴムのようなもので二つ結びにしているだけ。
カニ
スズキの店舗で飼育されているカニ（種類は不明）。登場する4コマには「カニ物語」というタイトルが付く。
水槽から逃げ出して広い海へ行こうと目論んでいるが、自分から絶好のチャンスをことごとく逃している間抜けな一面を持つ。登場してしばらくは1匹のみだったが、のちに子ガニが3匹増えた。
ヤマベ
アユカワの前にスズキの店でアルバイトしていた女性。彼女が辞めるのに合わせてアルバイトを募集していたが、予定よりも早く辞めることになったため、アユカワを採用する羽目になってしまった。

### 大海原寿司・本部
海原
大海原寿司の社長。見た目はチャラい優男の風貌をしている。フットワークが軽く、アユカワの無茶な提案を安請け合いしたり、時折店舗を抜き打ちでチェックしにやってくることがあり、その度にスズキたちを振り回している。
スズキの回想によると、スズキが大海原寿司で働くことになる高校生の頃は、ちょうど大学を卒業したばかりの副社長だった。
磯山さん
大海原寿司の事務長を務める女性。暴走しがちな社長の手綱を締めているブレーキ役。押しが強い性格で、スズキを大海原寿司に引きずり込んだ張本人。
ヒイラギ
大海原寿司で働く社員。普段は月に何度か抜き打ちで店舗の検査をしているが、クリスマスなどの繁忙期にはスズキの店舗へ助勤にやってくる。
見た目は中性的に描かれており、男女どちらともつかない言動をしている。3巻のあとがきにて女性であると作者から発表された。
サメジマに熱烈な好意を抱いており、その気を引くために仕事そっちのけであの手この手の手段を講じている。サメジマ以外の人物にはそっけない態度を取る。

## 用語
大海原寿司
スズキらが勤めている、回転寿司屋を運営する株式会社。工場で寿司を生産する業務も行っている。
社員旅行の際、スズキ以外に店長が2人いたので、回転寿司屋は3店舗経営していると思われる。スズキの店舗は11時に開店し、22時に閉店する。

## 単行本
- 碓井尻尾『店長の憂鬱』 竹書房〈バンブー・コミックス〉、全3巻
  1. 2009年5月30日初版発行（2009年5月16日発売[9]）、ISBN 978-4-8124-7083-1
  2. 2010年9月10日初版発行（2010年8月27日発売[10]）、ISBN 978-4-8124-7437-2
  3. 2011年12月10日初版発行（2011年11月26日発売[11]）、ISBN 978-4-8124-7700-7